# Medișoru Mic
Medișoru Mic (węg. Kismedesér) – wieś w Rumunii, w okręgu Harghita, w gminie Avrămești. W 2011 roku liczyła 46 mieszkańców.